# Jörg Urban

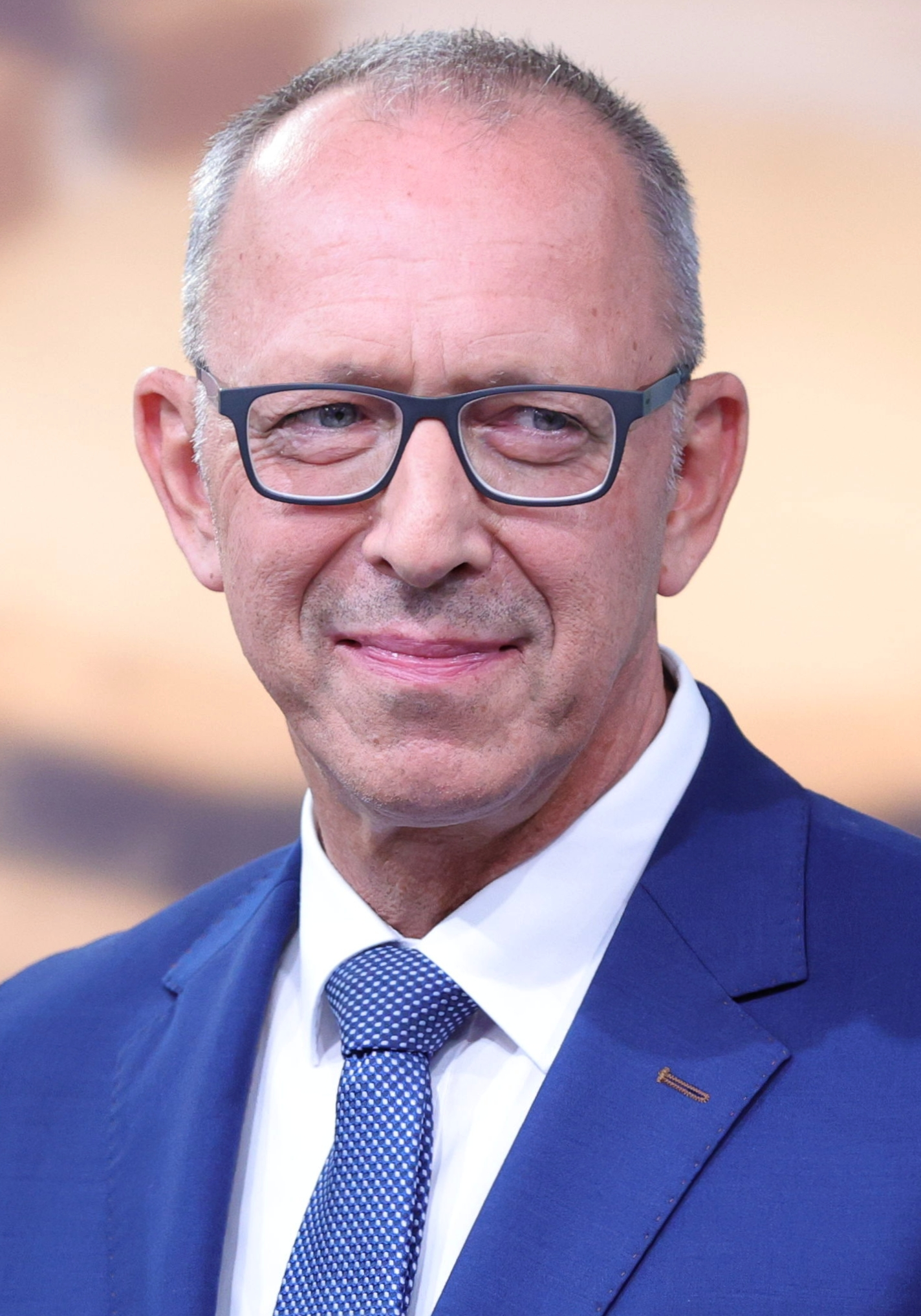
Jörg Urban (2024)

Jörg Urban (* 4. August 1964 in Meißen) ist ein deutscher Politiker (AfD). Bis Sommer 2014 war er Geschäftsführer der Grünen Liga Sachsen. Seit Februar 2018 ist er Vorsitzender der AfD Sachsen. Er gehörte bis September 2019 dem Stadtrat in Dresden an. Seit 2014 ist er Mitglied des Sächsischen Landtages, dort seit 2017 Fraktionsvorsitzender und seit 2019 auch Oppositionsführer. Urban vertritt rechtsextreme Positionen und unterstützte innerparteilich den (formal aufgelösten) Flügel.

## Leben
Nach seinem Abitur in Meißen 1983 leistete Jörg Urban einen freiwilligen 3-jährigen Militärdienst bei der NVA und studierte ab 1986 an der TU Dresden Wasserbau. Von 1995 bis 1997 schloss er ein Aufbaustudium in Umweltschutz und Raumplanung an. Urban trat 2013 in die AfD ein. Zuvor war er kurzzeitig Mitglied der Piratenpartei und bis 2014 langjähriger Landesgeschäftsführer der Grünen Liga Sachsen. Urban erlangte Bekanntheit in Dresden, als er sich im Rahmen der Dresdner Welterbebewegung für die Grüne Liga gegen den Bau der Waldschlößchenbrücke einsetzte. Bis November 2014 war er Vorsitzender des AfD-Kreisverbandes Dresden und gehörte bis Februar 2016 dem Landesvorstand der AfD Sachsen an. Er zog 2014 über die Landesliste der AfD in den Sächsischen Landtag ein. 2015 kandidierte er für seine Partei erfolglos für das Oberbürgermeisteramt in Bautzen.
Am 4. Februar 2018 wurde er zum Vorsitzenden der sächsischen AfD gewählt. 2019 wurde er von seiner Partei als Spitzenkandidat für die Landtagswahl aufgestellt. Er zog erneut in den Landtag ein. Am 29. Februar 2020 und am 25. Mai 2024 wurde er mit 87 % bzw. 90,2 % als Parteichef wiedergewählt.
Zur Landtagswahl in Sachsen 2024 trat Jörg Urban als Spitzenkandidat an mit dem Ziel, Ministerpräsident werden zu wollen. Er gewann erneut seinen Wahlkreis Bautzen 5/Budyšin 5 mit 42,4 % der Stimmen. Am 18. Dezember 2024 kandidierte er bei der Wahl des Ministerpräsidenten des Freistaates Sachsen durch den Sächsischen Landtag, unterlag jedoch Amtsinhaber Michael Kretschmer.
Jörg Urban lebt seit 1986 in Dresden. Während seines Studiums absolvierte er zwei halbjährige Praktikumsaufenthalte in Leningrad, wo er seine spätere Ehefrau, eine Russin, kennenlernte und ein Diplom erwarb. Er hat drei Kinder und ist konfessionslos.

## Positionen
Urban verließ 2014 die Grüne Liga und begann, sich in der AfD zu engagieren. Als er 2014 Stadtrat in Dresden wurde, waren für ihn die Einstellung von Politessen und die Forderung nach mehr „Polizeipräsenz“ vordringlich. Im Bürgermeisterwahlkampf in Bautzen 2015 beschäftigte er sich vorrangig mit Asylthemen. So forderte er, das Land solle der Stadt mehr Geld für die Versorgung zuteilen, mindestens 70 % der Asylbewerber müssten abgeschoben werden und nicht 200 Menschen zusammen in einer einzigen Unterkunft untergebracht werden. In dieser, behauptet Urban, komme es zu Drogenhandel und Erpressung. Konflikte zwischen Flüchtlingen und Einheimischen kommentierte er mit: „Messer-Marokkaner sind weder Kultur-Bereicherer noch dringend benötigte Fachkräfte“. Laut Einschätzung des Mitteldeutschen Rundfunks von 2019 gibt sich Urban meist bürgerlich-konservativ, fällt jedoch immer wieder mit radikalen Äußerungen auf.
Bei seiner Wahl zum Landesvorsitzenden kündigte er an, mit Pegida im Wahlkampf zu kooperieren, deren Vertreter er auch auf dem Parteitag als Gäste begrüßte. So nahm er dann im gleichen Jahr auch zusammen mit anderen AfD-Politikern an der gemeinsam mit Pegida organisierten Demonstration in Chemnitz teil und verteidigte die Demonstranten gegen Vorwürfe, rechtsextrem oder gewalttätig zu sein. Zu bekannten oder an Symbolen erkennbaren Rechtsextremisten auf der Veranstaltung sagte Urban, diese wolle er zwar nicht in der Partei, deren Teilnahme an der Demonstration wolle man aber nicht verhindern. Er wird zum rechten Flügel seiner Partei und der Gruppierung Der Flügel um Björn Höcke gezählt, teils auch als führender Vertreter, und nahm bis zur offizieller Auflösung an dessen Treffen teil. Er selbst will sich aber keiner Strömung zurechnen lassen und betont, alle seien für die Partei wichtig. In seiner Grußbotschaft beim Kyffhäuser-Treffen des Flügels der AfD 2019 bezeichnete er die Anwesenden als „Gleichgesinnte“.
Im Gutachten des Bundesamts für Verfassungsschutz zu verfassungsfeindlichen Tendenzen in der AfD wird Urban mehrfach zitiert. In Äußerungen wie „Ein Volk kann nur die eigene Einigkeit und Freiheit bewahren, wenn es weitgehend homogen bleibt“ oder „Auch das derzeitige Regime werden wir mit Hilfe der vernünftig denkenden Menschen zum Einsturz bringen!“ erkannten die Verfassungsschützer Anzeichen für ein „völkisch-nationalistische[s] Gesellschaftsbild“, „fremden- und minderheitenfeindliche Positionen“ und eine Ablehnung des Demokratieprinzips. Außerdem vermerkt das Gutachten, dass sich Urban mit dem zeitweise inhaftierten britischen Hooligan und Anführer der „English Defence League“ Tommy Robinson solidarisierte.
Ein „ethnisch-rassistisches“ sowie ein „ethnisch-kulturalistisches Weltbild“ stehen laut dem Politikwissenschaftler Steffen Kailitz hinter Urbans Aussage „Dass man in Deutschland auch ohne reiche Eltern in gut ausgestatteten Universitäten studieren kann, hat sehr viel mit einer weißen europäischen Kultur zu tun.“

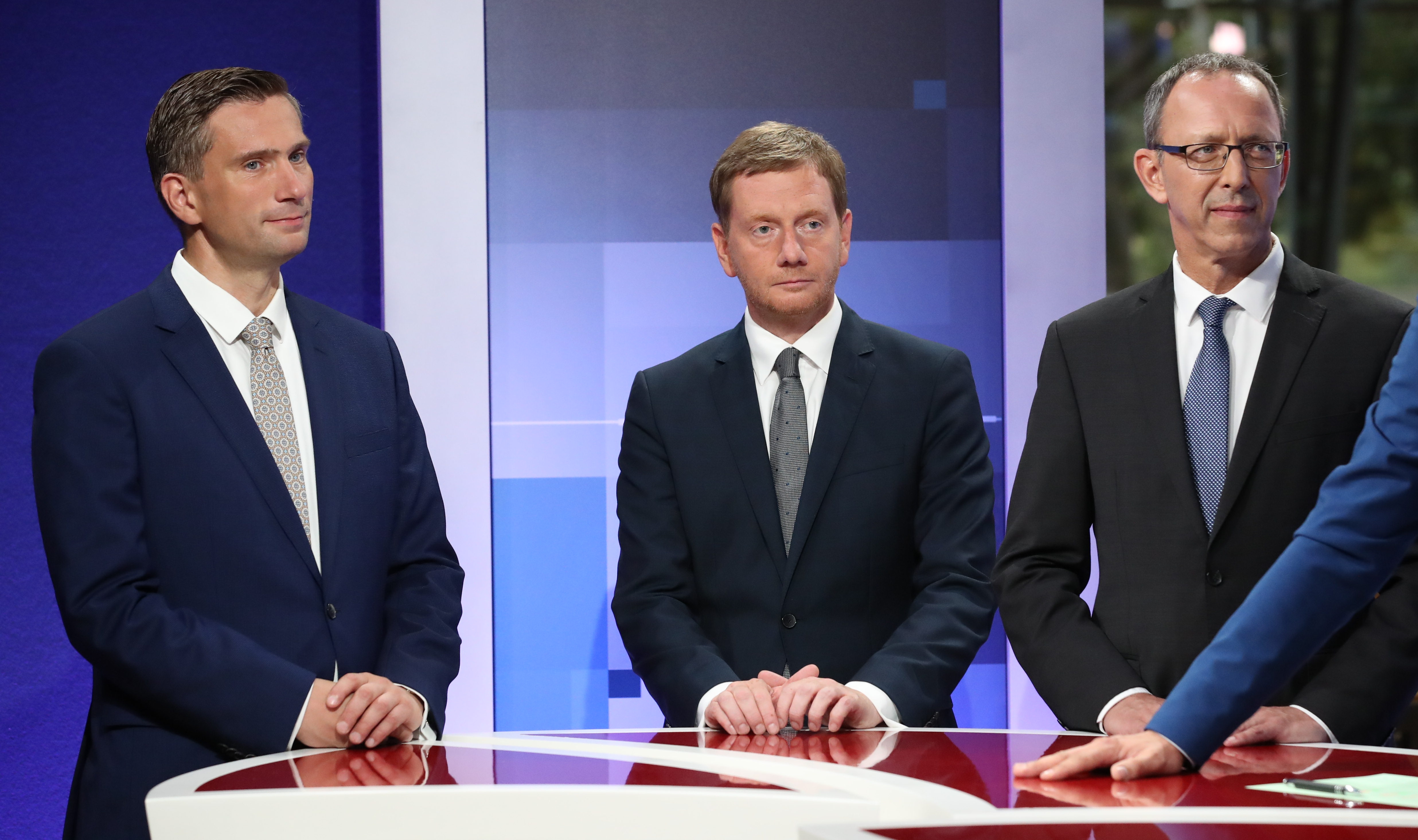
Martin Dulig (l.), Michael Kretschmer (m.) und Jörg Urban (r.) beim Wahlabend zur Landtagswahl in Sachsen 2019

Für die Landtagswahl 2019 gab Urban das Ziel aus, stärkste Partei zu werden. Eine Koalition mit der CDU und „ihrem heutigen Personal“ lehnte er ab, hoffte jedoch auf Personalwechsel nach der Wahl und eine Zusammenarbeit mit CDU und SPD. Schwerpunkte seiner Partei sah er bei Innerer Sicherheit und Migrationspolitik, in der mehr Abschiebehaft und nur noch Sachleistungen für Asylbewerber gefordert wurden, um Sachsen für diese unattraktiv zu machen, sowie die Schulpolitik. Der Lehrermangel sollte bekämpft werden, von ihm „Gesinnungsunterricht“ genannte politische Bildung in der Schule lehnte Urban ab, da dieses „keinerlei Mehrwert für die Berufsausbildung der Schüler“ habe. Im ländlichen Raum sollte die Infrastruktur verbessert und damit die Abwanderung gebremst werden. Sich und seine Partei sah er seit den Austritten um Frauke Petry und Bernd Lucke „im Fahrwasser von Donald Trump“, gegen die Globalisierung und mit dem Motto „Deutschland zuerst“. Die Weltwirtschaft interessiere nur, „wenn sie für die Menschen in unserem Land von Vorteil ist“. Für die Rentenversorgung fordert er eine steuerfinanzierte Mindestabsicherung. Für Pflege soll ebenfalls deutlich mehr ausgegeben werden, finanziert aus höheren Beiträgen und Steuermitteln. Die Energiewende und den Bau von Windkraftanlagen lehnte Urban ab, da sie Arbeitsplätze zerstöre. Deutschland habe ohnehin keinen Einfluss auf das Klima und ein wärmeres Klima sei nicht schädlich, wie die Geschichte zeige: „Die Vegetation war üppiger und es gab mehr zu essen. Und es musste nicht geheizt werden“.
Im Frühjahr 2019 bezeichnete Andreas Vorrath, Ex-Mitglied der Grünen, Urban auf Twitter als „Neonazi“. Nach Urbans Klage dagegen stellte ein Dresdener Gericht aber die Zulässigkeit einer solchen Bezeichnung fest, da sie in der politischen Auseinandersetzung durch die Meinungsfreiheit gedeckt sei.
Urban besuchte 2019 eine Pegida-Demonstration, bei der deren Vorsitzender Lutz Bachmann politische Gegner u. a. von der Linkspartei, Grünen und Gewerkschaften als „Volksschädlinge“ betitelte und dazu aufforderte, sie zu ermorden und „in einen Graben“ zu werfen. Urban äußerte keinen Widerspruch.
Im Februar 2020 äußerte sich Urban auf einer Veranstaltung in Olbernhau positiv zu einem Vorschlag des Redners Markus Krall, nach dem Empfängern von Transferleistungen wie Sozialhilfe oder BAföG das Wahlrecht entzogen werden solle. Urban kommentierte den Vorschlag mit den Worten: „Was für mich durchaus noch anspruchsvoll ist, wo wir als Partei auch noch dran arbeiten müssen, das Wahlrecht nur für die Leistungsträger und nicht für die Transferempfänger. Das wird nicht einfach, gerade hier bei uns im Osten. Es ist leicht gesagt, aber das ist schon ein dickes Brett, aber ich bin da gerne bereit auch weiterzudenken.“ Ein Sprecher der AfD-Landtagsfraktion erklärte auf Nachfrage, Urbans Äußerungen seien ironisch gemeint gewesen.
Ende Februar 2023 sprach Urban in Dresden auf einer Veranstaltung rechtsgerichteter Parteien und Bewegungen zum ersten Jahrestag des russischen Angriffs auf die Ukraine (die laut taz „eher einer Hetz- und Kampfkundgebung“ ähnelte). Er geißelte die „ukrainische Kriegsmaschinerie“ und nannte die Grünen „die verlogenste Partei Deutschlands“. Im selben Monat nahm Urban an der von Sahra Wagenknecht und Alice Schwarzer initiierten Kundgebung „Aufstand für Frieden“ in Berlin teil, auf der die Aufnahme von Friedensverhandlungen und ein Ende von Waffenlieferungen an die Ukraine gefordert wurden. Er erklärte auch, Wagenknechts und Schwarzers Manifest für Frieden unterzeichnet zu haben.
Im Dezember 2023 stufte das Landesamt für Verfassungsschutz Sachsen die AfD Sachsen als gesichert rechtsextremistische Bestrebung ein, auch weil Urban permanent verschwörungstheoretische und antisemitische Narrative bediene und dabei von „tonangebenden Globalisten in Politik, Medien und Konzernen“ spreche, die angeblich im Hintergrund die Weltpolitik bestimmen.
Im März 2023 nahm Urban an der Jubiläumsfeier des rechtsextremen Instituts für Staatspolitik in Schnellroda teil.
Am 18. Dezember 2023 sagte Urban auf einer Pegida-Kundgebung in Dresden, die „Islamisierung“ und „Migrantisierung“ sei seit 2014 noch „viel schlimmer“ geworden, und sprach von „Bevölkerungsaustausch“. Journalisten nannte er „die wirklichen Freiheitsfeinde, die uns unserer Kultur berauben“ wollten, womit er das in rechtsextremistischen Kreisen typische Narrativ einer elitären und „volksfeindlichen“ Medienlandschaft bediente.
Anfang September 2024 sagte Urban über die Kritik jüdischer Landesverbände an der AfD, diese würden „alle mit öffentlichen Geldern gefördert, das muss man sagen“; man müsse auch unterscheiden zwischen der Führungsebene, die von staatlichen Geldern lebe, und den Menschen, die wirklich betroffen seien. Diese Worte wurden von den jüdischen Landesverbänden Sachsen und Thüringen kritisiert, Urban habe sich damit auf eine geschickt versteckte Art und Weise antisemitisch geäußert. Man werde „gerne im Zusammenhang mit Geld erwähnt“, angebliche Gefälligkeiten im Auftrag des Staates seien „reichlich absurd“. Die beiden Vorsitzenden wiesen zudem darauf hin, dass sie ihre Arbeit ehrenamtlich verrichteten und persönlich dafür eine geringe Aufwandsentschädigung bzw. überhaupt kein Geld vom Staat bekämen.